# Galícia és Lodoméria uralkodóinak listája
Galícia és Lodoméria uralkodóinak listája a királyság uralkodóit és kormányzóit sorolja fel, akik a Habsburg-monarchia koronatratományát irányították 1772 és 1918 között. A tartomány Lengyelország 1772 szeptemberétől kezdődő felosztásától Ausztria-Magyarország 1918-as bukásáig közvetlenül az osztrák császárok és a bécsi kormány, majd a lembergi helyi galíciai parlament alárendeltségébe tartozott, így a listán szerepelnek kormányzók, miniszterek és más, a helyi közigazgatásért felelős személyek.

## Uralkodók
- Mária Terézia (1772-1780)
- II. József (1780–1790)
- II. Lipót (1790–1792)
- I. Ferenc (1792 – 1835. március 2.)
- I. Ferdinánd (1835. március 2. – 1848. december 2.)
- I. Ferenc József (1848. december 2. – 1916. november 21.)
- I. Károly (1916. november 21. – 1918. november 11.)

## Kormányzók
- Johann Anton von Pergen gróf (1772. szeptember – 1774. január)
- Hadik András gróf (1774. január – 1774. június)
- Heinrich Auersperg (1774. június – 1780. június)
- Józef Brigido (1780. június – 1794. október)
- Székely József (1794. október – 1795. július)
- Jan Gaisruck (1795. július – 1801. február)
  - Josef von Sweerts-Sporck gróf (1801. február – 1801. augusztus), ideiglenesen
- Józef von Úrményi báró (1801. szeptember – 1806. július)
  - Christian Wurmser (1806. július – 1809. március), ideiglenesen
- Peter Goëss (1810. március – 1815. április)
  - Georg Oechsner (1815. április – 1815. július), ideiglenesen
- Joseph von Hauer báró (1815. augusztus – 1822. november), 1817. szeptemberig tevékenykedett
- Ludwig Taafe gróf (1822. november – 1826. augusztus)

## Főkormányzók
- August von Lobkowitz herceg (1826. augusztus – 1832. szeptember)
- Ferdinánd főherceg (1832. szeptember – 1846. július 2.)
  - Franz von Hochfelden báró (1846. július – 1847. augusztus), ideiglenesen
- Franz Stadion von Warthausen und Thannhausen gróf (1847. augusztus 1. – 1848. június)
- Wilhelm von Hammerstein báró (1848. június – 1848. július)
  - Agenor Gołuchowski gróf, ideiglenesen
- Wacław Michał Zaleski (1848. július 30. – 1849. január 15.)
- Agenor Gołuchowski gróf (1849. január 15. – 1859. december 13.), első alkalommal
  - Báró Joseph von Kalchberg (1859–1860), ideiglenesen
  - Karl von Mosch (1860–1861), ideiglenesen
- Alexander Mensdorff-Pouilly gróf (1861 – 1864. október 27.)
- Franz von Paumgarten báró (1864 – 1866. október 19.)
- Agenor Gołuchowski gróf (1866. október 20. – 1867. október 7.), 2. alkalommal
  - Ludwik Choborski báró (1867–1871), ideiglenesen
- Agenor Gołuchowski gróf (1871. július 20. – 1875. augusztus 3.), 3. alkalommal
- Alfred Potocki von Piława gróf (1875. november 24. – 1883. augusztus 10.)
- Filip Zaleski (1883. augusztus 10. – 1888. szeptember)
- Badeni Kazimierz gróf (1888. október – 1895. szeptember)
- Eustachy Stanisław Sanguszko herceg (1895. szeptember 25. – 1898. március)
- Leon Piniński gróf (1898. március 31. – 1903. június)
- Andrzej Potocki gróf (1903. június 8. – 1908. április 12.)
- Michał Bobrzyński [1] (1908. április 28. – 1913. május 14.)
- Witold Korytowski (1913. május 14. – 1915. augusztus 20.)
- Galícia és Bukovina kormánya (1914. szeptember – 1915.)
- Hermann von Colard (1915. augusztus – 1916. április 8.)
- Erich von Diller báró (1916. április – 1917. március), orosz megszállás miatt menesztették
- Galícia és Bukovina kormánya (1916 – 1917. július 26.)
- Karl Georg Huyn gróf (1917 – 1918. november 1.), valójában a Helytartótanács és annak főbiztosa, Witold Czartoryski herceg alárendeltje.

## Katonai kormányzók

### Napóleoni háborúk
- Heinrich von Bellegarde gróf (1806–1808), 1. alkalommal
- N/A (1808–1809)
- Gróf Heinrich von Bellegarde (1809–1813), 2. alkalommal
- Michael von Klienmayr báró (1813-1814)

### Első világháború
- Georgij Alekszandrovics Bobrinszkij (1914. szeptember – 1915.), az első orosz megszállás
- Ifj. Fjodor Fjodorovics Trepov (1916. október 4. – 1917. július 26.), második orosz megszállás
- Dmitro Dorosenko

## A galíciai parlament marsalljai
Miután Galícia 1861-ben autonómiát kapott, a hatalom nagy része egy helyi parlament, a lembergi (Lviv) székhelyű Galiciai Parlament kezébe került. A lengyel parlamenti hagyományokhoz hasonlóan a parlament elnökét marsallnak nevezték el.
- Leon Sapieha herceg (1861. április 11. – 1875. március 19.)
- Alfred Potocki von Piława herceg (1875. március 19. – december)
- Włodzimierz Dzieduszycki herceg (1876. március 7. – 1876. március 7.)
- Ludwik Wodzicki herceg (1877. augusztus 8. – 1881.)
- Mikołaj Zyblikiewicz (1881. szeptember 14. – 1886. november 6.)
- Jan Tarnowski herceg (1886. november 18. – 1890.)
- Eustachy Sanguszko herceg (1890. október 14. – 1895. szeptember 24.)
- Stanisław Badeni herceg (1895. október 31. – 1901. október 7.), 1. alkalommal
- Andrzej Potocki von Piława herceg (1901. október 9. – 1903.)
- Stanisław Badeni herceg (1903. június 26. – 1912. június), 2. alkalommal
- Adam Gołuchowski von Gołuchowo (1913 – 1914. április 15.)
- Stanisław Niezabitowski (1914. május 15. – 1918. november)

## Államminiszterek
Bécsben lakó galíciai államminiszterek:
- - Kazimierz Grocholski (1871. április 11. – 1871. november 22.), ideiglenesen
  - Josef Unger (1871. november 25. – 1873. április 21.), ideiglenesen
- Florian Ziemiałkowski báró (1873. április 21. – 1888. október 11.)
- Filip Zaleski (1888. október 11. – 1892. november 12.)
- N/A (1892. november 12. – 1893. november 11.)
- Apolinary Jaworski (1893. november 11. – 1895. szeptember 29.)
  - Leon Biliński (1895. szeptember 29. – 1897. január 17.), ideiglenesen
- Edward Rittner (1896. január 17. – 1897. november 30.)
- Üres (1897. november 30. – 1897. december 16.)
- Hermann von Loebl báró (1897. december 16. – 1898. március 5.)
- Adam Jędrzejowicz (1898. március 5. – 1899. október 2.)
- Kazimierz Chłędowski (1899. október 2. – 1900. január 18.)
- Leonard Piętak (1900. január 19. – 1906. május 28.)
- Wojciech Dzieduszycki gróf (1906. június 2. – 1907. november 9.)
- Dawid Abrahamowicz (1907. november 9. – 1909. március 3.)
- Władysław Dulęba (1909. március 3. – 1911. január 9.)
- Wacław Zaleski gróf (1911. január 9. – 1911. november 19.)
- Władysław Długosz (1911. november 19. – 1913. december 28.)
- Üres (1913. december 28. – 1914. január 2.)
- Zdzisław Karol Dzierżykraj-Morawski (1914. január 2. – 1916. október 21.)
- Michał Bobrzyński (1916. október 31. – 1917. június 23.)
- Juliusz Twardowski (1917. június 23. – 1918. július 25.)
- Kazimierz Gałecki 1918. július 26. – 1918. október 30.)

## Fordítás
Ez a szócikk részben vagy egészben  a   List of monarchs of Galicia and Lodomeria című angol Wikipédia-szócikk ezen változatának fordításán alapul.  Az eredeti cikk szerkesztőit annak laptörténete sorolja fel. Ez a jelzés csupán a megfogalmazás eredetét és a szerzői jogokat jelzi, nem szolgál a cikkben szereplő információk forrásmegjelöléseként.

## Kapcsolódó szócikk
- Ausztria uralkodóinak névsora